# El Alamein

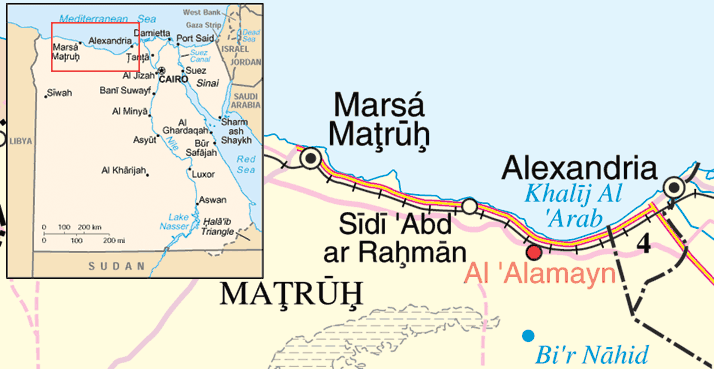
El Alamein na mapě severního pobřeží Egypta

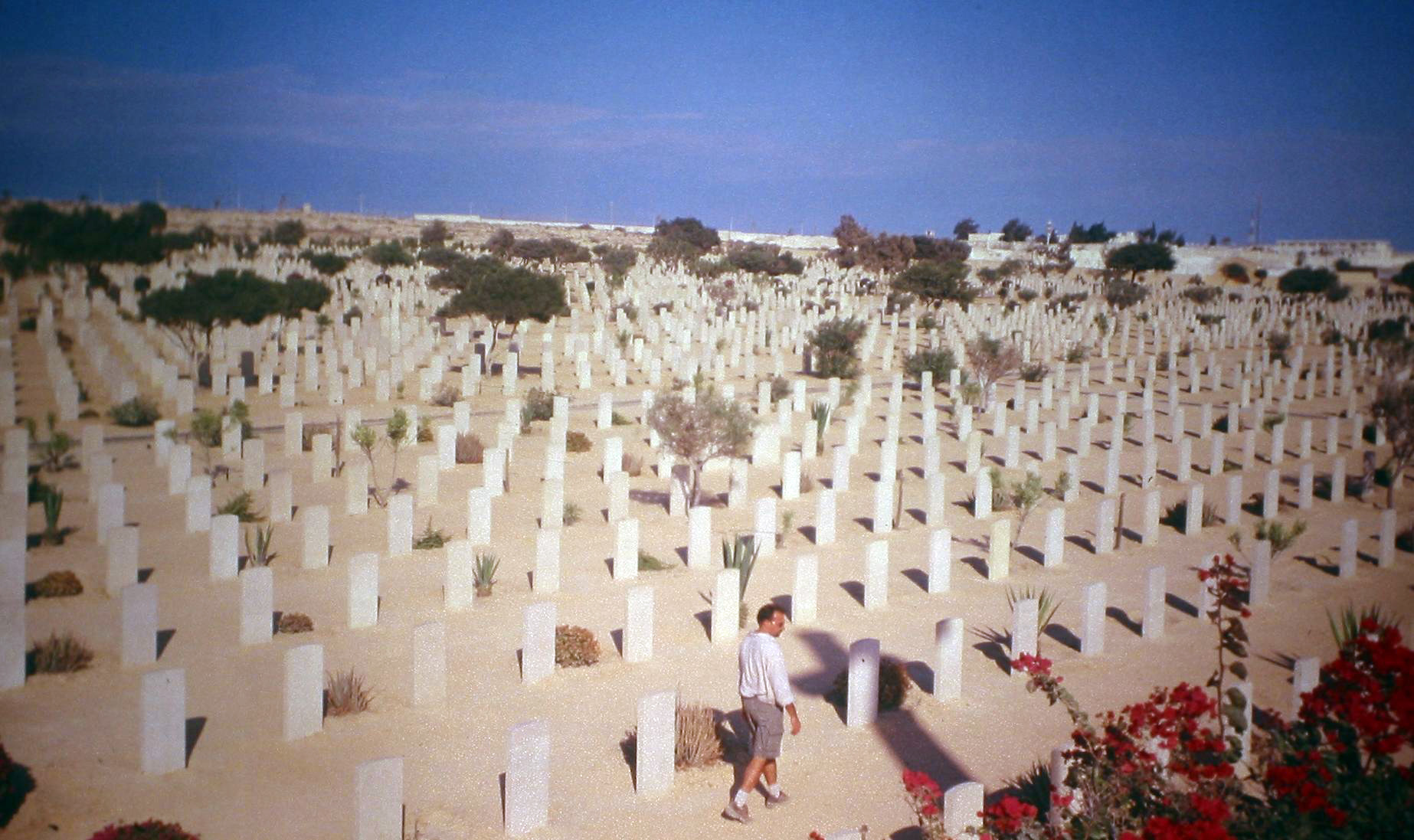
Válečný hřbitov Commonwealthu v El Alameinu

El Alamein (arabsky: العلمين, v přepise al-Alamajn) je město a přístav v severním Egyptě, na pobřeží Středozemního moře asi 106 kilometrů západně od Alexandrie a 240 km severozápadně od Káhiry. V roce 2007 zde žilo 7 397 obyvatel.

## Bitvy u El Alamainu
Během druhé světové války byly v jeho blízkosti svedeny bitvy významné pro porážku sil Osy a zejména Německa na africkém kontinentu. Šlo o první a druhou bitvu u El Alamejnu a bitvu u Alam Halfy. Obě bitvy připomínají válečné hřbitovy (Commonwealthu, řecký, německý a italský) a památníky (Jihoafričanů, Australanů, Novozélanďanů a Libyjců). Mezi hřbitovy je také muzeum, ve kterém má každý ze zúčastněných národů svoji místnost. Okolo muzea je vystavena dobová vojenská technika obou válčících stran. Na pouštních bojištích se dodnes dají spatřit torza zničených tanků a automobilů nebo najít nevybuchlá munice, vstup je ale možný jen na zvláštní povolení.

## Turistika
V posledních letech se středomořské pláže okolo al-Alamajnu stávají pro Egypťany vyhledávaným prázdninovým cílem a turistické komplexy rostou i na dohled od pietních míst.